# Dębice (województwo dolnośląskie)
Dębice – wieś w Polsce położona w województwie dolnośląskim, w powiecie średzkim, w gminie Malczyce.

## Podział administracyjny
W latach 1975–1998 miejscowość administracyjnie należała do województwa wrocławskiego.

## Etymologia nazwy
Nazwa wsi jest nazwą topograficzną, oznaczającą miejsce porośnięte dębami - dąbrową.
Historyczne nazwy miejscowości:
- 1217 - Dambici
- 1276 - Damrichs, Damirsch, Dombritsch
- 1350 - Damproschin
- 1770 - Dambritrz
- 1945 - Dąbczyn
- 1950 - Dębice

## Zabytki
Do wojewódzkiego rejestru zabytków wpisane są:
- kościół filialny pw. św. Jadwigi, z przełomu XV/XVI w., XVII w., 1847 r.
- zespół pałacowy i folwarczny:
  - pałac w Dębicach, z 1906 r.
  - park z XVIII-XX w.
  - spichrz I z 1795 r.
  - spichrz II z XIX w.
  - spichrz III z początku XX w.
  - obora I z około 1910 r.
  - obora II z około 1910 r.
  - wozownia z około 1910 r.
  - oficyna z około 1910 r.
  - kuźnia z około 1910 r.
  - stolarnia z około 1910 r.
  - stodoła i wozownia z około 1910 r.
  - rządcówka z około 1910 r.
  - ogrodzenie z bramą wjazdową, z około 1910 r.

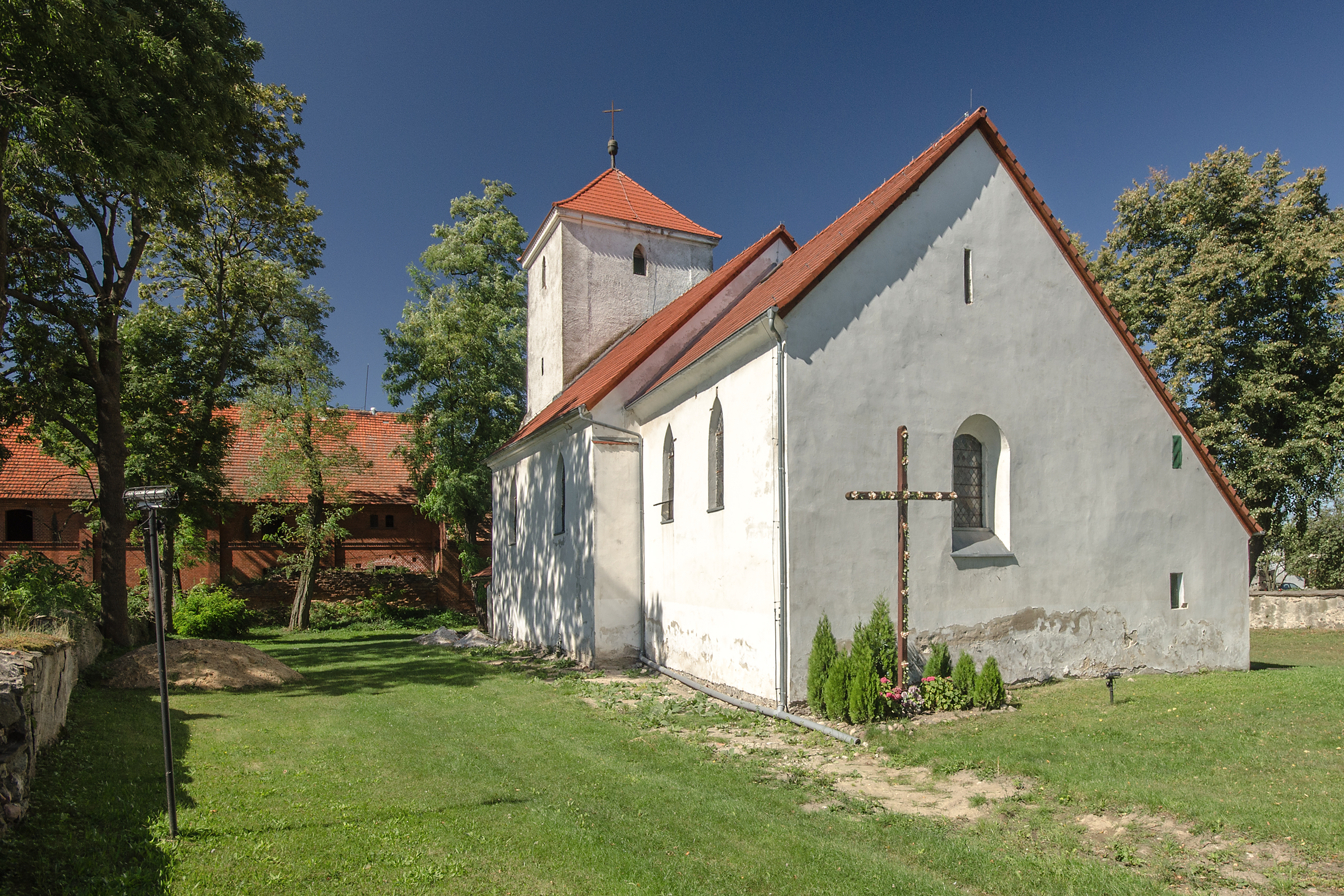
Kościół św. Jadwigi
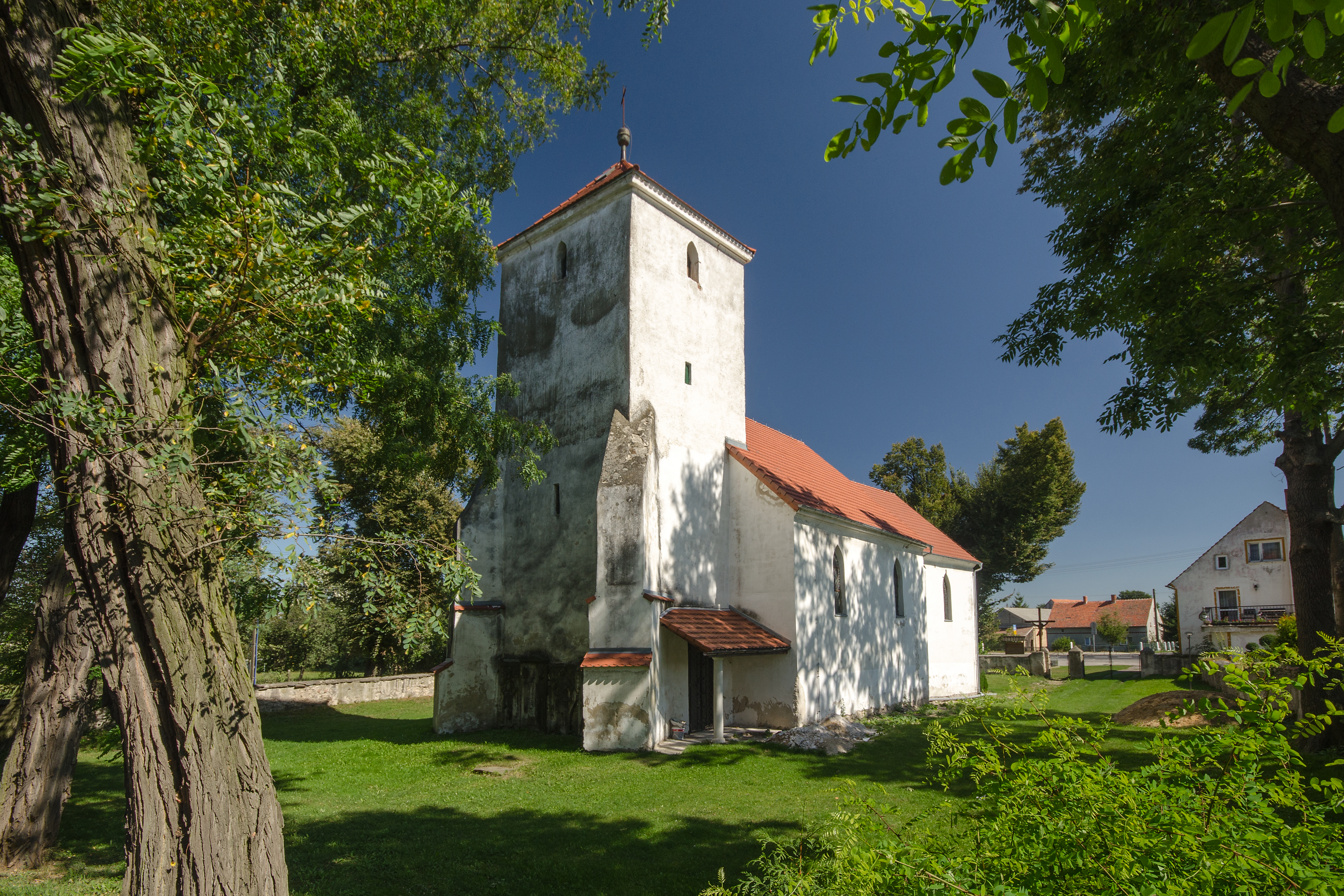
Kościół św. Jadwigi
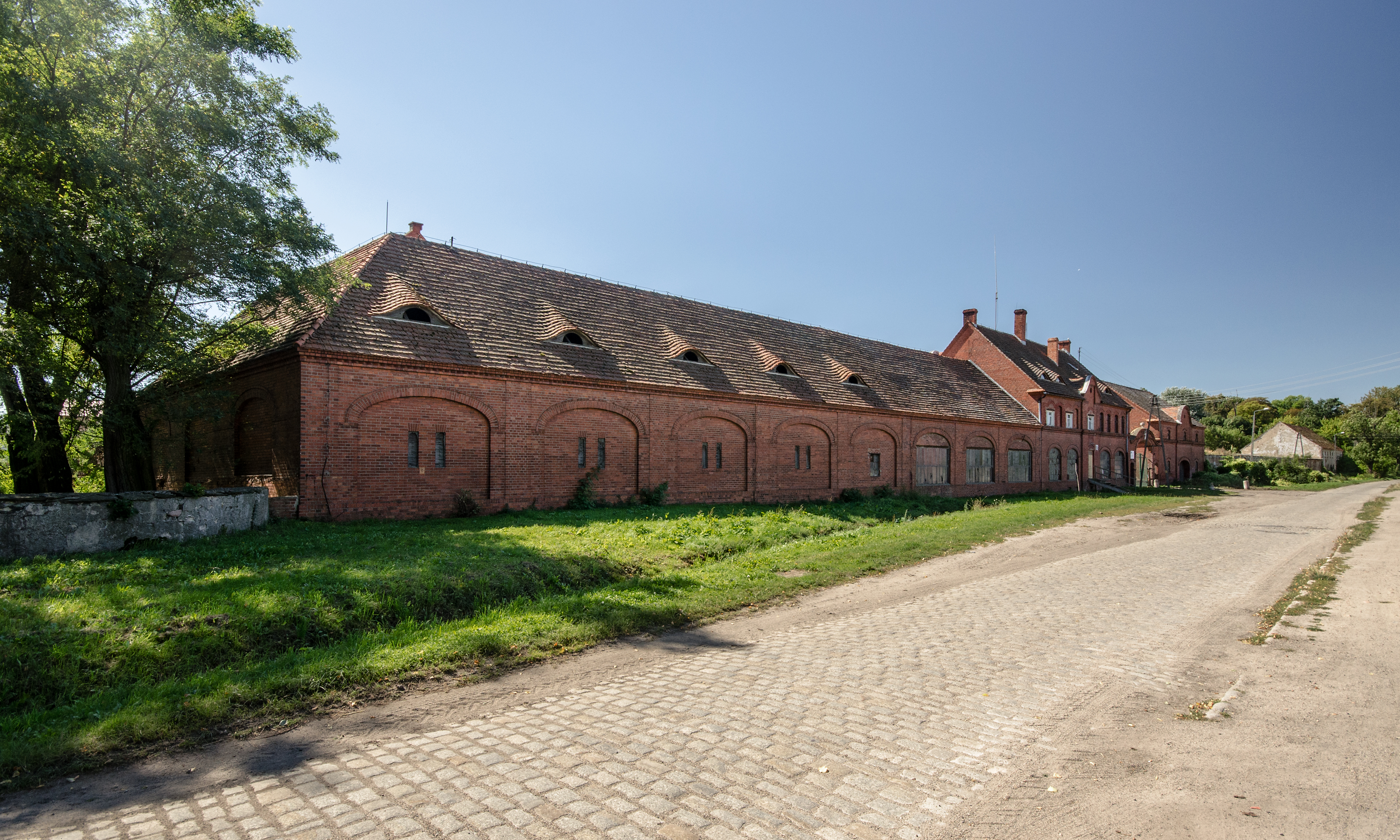
Zespół pałacowy i folwarczny